# 121536 Brianburt
121536 Brianburt este o planetă minoră (asteroid), cu un diametru de 3,155 km, din centura de asteroizi. A fost descoperită pe 30 octombrie 1999 la Stația Anderson Mesa de Lowell Observatory Near-Earth-Object Search. 
Obiectul prezintă o orbită caracterizată de o semiaxă mare de 2,5723752188025 UAi, o excentricitate de 0,12984912108498, o înclinație de 15,019349338665 ° în raport cu ecliptica.